# Before and After Science
Az 1977-es Before and After Science Brian Eno angol zenész ötödik nagylemeze. A korábbi albumoktól eltérően, melyek hamar megíródtak és elkészültek, ezt több mint két évig tartott összehozni. Több brit és német zenész segített a felvételek során. Több mint száz dal íródott, ebből csak tíz van a végleges albumon. Szerepel az 1001 lemez, amit hallanod kell, mielőtt meghalsz című könyvben.

## Az album dalai
| 1. | No One Receiving          | Brian Eno | 3:52 |
| 2. | Backwater                 | Brian Eno | 3:43 |
| 3. | Kurt's Rejoinder          | Brian Eno | 2:55 |
| 4. | Energy Fools the Magician | Brian Eno | 2:04 |
| 5. | King's Lead Hat           | Brian Eno | 3:56 |

| 1. | Here He Comes        | Brian Eno                                         | 5:38 |
| 2. | Julie With ...       | Brian Eno                                         | 6:19 |
| 3. | By This River        | Brian Eno, Hans-Joachim Roedelius, Dieter Moebius | 3:03 |
| 4. | Through Hollow Lands | Brian Eno                                         | 3:56 |
| 5. | Spider and I         | Brian Eno                                         | 4:10 |

## Közreműködők
- Brian Eno – ének, szintetizátor, gitár, szintetizált ütőhangszerek, zongora, rézfúvósok, vibrafon, harang
- Paul Rudolph – basszusgitár, ritmusgitár, harmonikus basszus
- Phil Collins – dob
- Percy Jones – fretless basszusgitár, analóg delay basszus
- Rhett Davies – agong-gong, pálca
- Jaki Liebezeit – dob
- Dave Mattacks – dob
- Shirley Williams (Robert Wyatt) – timbal
- Kurt Schwitters – ének
- Fred Frith – gitár
- Andy Fraser – dob
- Phil Manzanera – ritmusgitár
- Robert Fripp – gitár
- Achim Roedelius – zongora
- Möbi Moebius – bass fender zongora
- Bill MacCormick – basszusgitár
- Brian Turrington – basszusgitár

## Fordítás
Ez a szócikk részben vagy egészben a Before and After Science című angol Wikipédia-szócikk ezen változatának fordításán alapul.  Az eredeti cikk szerkesztőit annak laptörténete sorolja fel. Ez a jelzés csupán a megfogalmazás eredetét és a szerzői jogokat jelzi, nem szolgál a cikkben szereplő információk forrásmegjelöléseként.